# Brachiaria holosericea
Brachiaria holosericea är en gräsart som först beskrevs av Robert Brown, och fick sitt nu gällande namn av Dorothy Kate Hughes. Brachiaria holosericea ingår i släktet Brachiaria och familjen gräs. Utöver nominatformen finns också underarten B. h. velutina.